# Họ Sâm mùng tơi
Họ Sâm mùng tơi (danh pháp khoa học: Talinaceae) là một họ thực vật hạt kín, bao gồm khoảng 2 chi, với khoảng 27 loài cây thuộc dạng cây thân thảo hay cây bụi dạng dây leo. Các loài cây này thường có phần ngầm dưới đất phát triển thành củ và các lá có các cặp vảy ở nách lá. Quả dạng như quả mọng, có chất nhầy, không nẻ. Họ này phân bố chủ yếu tại châu Mỹ và châu Phi (bao gồm cả Madagascar).
Họ Talinaceae là họ mới được công nhận trong hệ thống APG III và bao gồm các loài/chi trước đây thuộc họ Portulacaceae.
Trong phát sinh loài của APG, họ này có quan hệ chị em với họ Portulacaceae và nhóm bao gồm các họ Halophytaceae, Basellaceae, Montiaceae, Didiereaceae.

## Các chi
- Amphipetalum: 1 loài (Amphipetalum paraguayense).
- Talinum (bao gồm cả Talinella): 27 loài sâm mùng tơi, sâm đất, sâm thảo, thổ nhân sâm, thổ Cao Ly sâm.